# Santo Domingo de Pirón
Santo Domingo de Pirón er en by og kommune i det centrale Spanien i provinsen Segovia. Den har et indbyggertal på 51 (2024) indbyggere.